# Kreis Calau
Der Landkreis Calau (niedersorbisch Wokrejs Kalawa) war von 1990 bis zur Kreisgebietsreform 1993 ein Landkreis im Bundesland Brandenburg. Sein Gebiet gehört heute zum Landkreis Oberspreewald-Lausitz. Zuvor bestand er als Kreis Calau als Teil des Bezirks Cottbus der DDR. Der Sitz der Kreisverwaltung befand sich in Calau.

## Geographie

### Lage
Der Kreis Calau lag in der westlichen Niederlausitz und umfasste einen Teil des Spreewaldes.

### Wichtigste Orte
Die wichtigsten Orte neben der Kreisstadt Calau waren die beiden Städte Lübbenau und Vetschau sowie die Gemeinden Altdöbern, Bronkow, Neupetershain und Raddusch. Alle Städte und Gemeinden besaßen neben dem deutschen auch einen sorbischen Ortsnamen.

### Nachbarkreise
Der Kreis Calau grenzte im Uhrzeigersinn im Norden beginnend an die Kreise Lübben, Cottbus-Land, Spremberg, Senftenberg, Finsterwalde und Luckau.

## Geschichte
Bereits seit 1816 bestand in der preußischen Provinz Brandenburg ein Landkreis Calau, der nach dem Zweiten Weltkrieg zum Land Brandenburg gehörte. Bei einer ersten Kreisreform in der DDR wurde 1950 der Landkreis Calau nach kleineren Gebietsänderungen in Landkreis Senftenberg umbenannt.
Am 25. Juli 1952 kam es in der DDR zu einer umfangreichen Verwaltungsreform, bei der unter anderem die Länder der DDR als Verwaltungseinheiten aufgelöst und neue Bezirke eingerichtet wurden. Aus Teilen der Landkreise Lübben, Luckau und des ehemaligen Landkreises Calau (zu diesem Zeitpunkt Landkreis Senftenberg) wurde wieder ein Kreis Calau gebildet, der dem neugebildeten Bezirk Cottbus zugeordnet wurde. Der Kreissitz war das Kreishaus in der Stadt Calau. Der Kreis zählte zum sorbischen Siedlungsgebiet.
Am 17. Mai 1990 wurde aus dem Kreis der Landkreis Calau. Anlässlich der Wiedervereinigung wurde der Landkreis Calau dem Land Brandenburg zugesprochen. Im Zuge der brandenburgischen Kreisreform wurde der Landkreis Calau am 6. Dezember 1993 aufgelöst und in den neuen Landkreis Oberspreewald-Lausitz eingegliedert.

## Kreisangehörige Städte und Gemeinden
Aufgeführt sind alle Orte, die am 25. Juli 1952 bei Einrichtung des Kreises Calau eigenständige Gemeinden waren. Eingerückt sind Gemeinden, die bis zum 5. Dezember 1993 ihre Eigenständigkeit verloren und in größere Nachbargemeinden eingegliedert wurden, oder die sich zu neuen Gemeinden zusammengeschlossen haben.
- Altdöbern (mit Ortsteil Chransdorf und Klein Jauer)
- Barzig
- Bischdorf (am 1. Januar 1969 Eingliederung der Gemarkung des devastierten Seese zusammen mit Mlode in Bischdorf, am 1. Januar 1987 wurde die Gemarkung des devastierten Kahnsdorf nach Bischdorf eingegliedert, am 1. Juni 1987 erfolgte die Ausgliederung von Mlode mit Rochusthal aus Bischdorf)
- Boblitz
- Bolschwitz
- Bronkow (seit 1. Juli 1965 mit Ortsteil Saadow, 1. Februar 1974 mit Ortsteil Rutzkau)
  - Buchholz (devastiert) (wurde am 1. Oktober 1964 nach Lubochow eingemeindet)
- Buchwäldchen
- Buckow
  - Cabel (mit Ortsteil Settinchen, wurde am 1. Januar 1957 nach Werchow eingemeindet)
- Calau, Kreisstadt
- Craupe (seit 1950 mit Ortsteilen Radensdorf und Schrackau)
  - Dubrau (devastiert) (am 1. Oktober 1966 eingemeindet nach Koßwig)
  - Eisdorf (wurde am 1. Januar 1967 nach Kittlitz eingemeindet)
  - Fleißdorf (wurde am 1. Januar 1974 nach Naundorf eingemeindet)
  - Gahlen (wurde am 1. Januar 1957 nach Missen eingemeindet)
  - Gliechow (devastiert) (seit 1950 mit Ortsteil Mallenchen, wurde am 1. Mai 1974 nach Groß Jehser eingemeindet)
- Göritz
- Gollmitz
- Gosda (seit 1950 mit Ortsteil Zwietow, seit 1. Januar 1967 mit Ortsteil Weißag)
- Groß Beuchow (seit 1. Januar 1956 mit Ortsteil Klein Beuchow)
- Groß Jehser (mit Ortsteil Erpitz, seit 1. Mai 1974 mit Ortsteil Gliechow)
- Groß Klessow (seit 1926 mit Ortsteilen Klein Klessow und Redlitz)
- Groß Lübbenau
- Groß Mehßow
  - Groß Radden (wurde am 1. Oktober 1966 nach Klein Radden eingemeindet)
- Hindenberg
- Kahnsdorf (devastiert) (am 1. Januar 1987 wurde die Gemarkung des devastierten Kahnsdorf nach Bischdorf eingegliedert)
  - Kalkwitz (wurde am 1. Februar 1974 nach Saßleben eingemeindet)
- Kemmen (mit Ortsteil Schadewitz, seit 1. Mai 1974 auch mit Ortsteil Säritz)
- Kittlitz (seit 1. Oktober 1964 mit Ortsteil Kückebusch, am 25. Januar 1968 wurde die Gemarkung des devastierten Tornow eingegliedert, seit 1. Januar 1967 mit Ortsteil Eisdorf, seit 1. Mai 1974 mit Ortsteil Schönfeld)
  - Klein Beuchow (wurde am 1. Januar 1956 nach Groß Beuchow eingemeindet)
  - Klein Mehßow (wurde am 1. Januar 1960 nach Groß Mehßow eingemeindet)
- Klein Radden (ab 1. Oktober 1966 mit Ortsteil Groß Radden)
- Koßwig (seit 1. Oktober 1964 mit Ortsteil Dubrau)
  - Krimnitz (wurde am 1. Mai 1974 nach Lübbenau/Spreewald eingemeindet)
  - Kückebusch (devastiert) (ab 1. Januar 1957 mit Ortsteil Vorberg, wurde am 1. Oktober 1964 nach Kittlitz eingemeindet)
- Laasow (seit 1. Januar 1974 mit Ortsteilen Tornitz und Wüstenhain)
  - Leeskow (seit 1926 mit Ortsteil Kunersdorf, wurde am 1. Januar 1974 nach Lindchen eingemeindet)
  - Lehde (wurde am 1. Mai 1974 nach Lübbenau/Spreewald eingemeindet)
- Leipe
- Lindchen (seit 1. Januar 1974 mit Ortsteil Leeskow)
- Lipten
- Lübbenau/Spreewald (seit 1929 mit Ortsteilen Stennewitz und Stottoff, seit 1. Mai 1974 mit Ortsteilen Krimnitz und Lehde, seit 1. Januar 1978 mit Ortsteil Zerkwitz)
- Lug
- Lubochow (seit 1. Oktober 1964 mit Ortsteil Buchholz, seit 1. Januar 1989 mit Ortsteil Pritzen)
  - Märkischheide (bis 1937 Weißagk b. Vetschau, wurde am 1. April 1959 nach Vetschau/Spreewald eingemeindet)
- Missen (seit 1928 mit Ortsteil Jehschen, seit 1. Januar 1957 mit Ortsteil Gahlen)
- Mlode (seit 1926 mit Ortsteil Rochusthal, 1928 eingegliedert in Seese, am 1. Januar 1960 Eingliederung von Seese zusammen mit Mlode und Rochusthal in Bischdorf, am 1. Juni 1987 Ausgliederung von Mlode und Rochusthal aus Bischdorf)
- Muckwar
- Naundorf (seit 1. Januar 1974 mit Ortsteil Fleißdorf)
- Neupetershain (seit 1926 mit Ortsteilen Geisendorf und Klein Görigk)
- Ogrosen
  - Plieskendorf (wurde am 15. Juli 1965 nach Werchow eingemeindet)
  - Pritzen (teildevastiert) (mit Ortsteil Nebendorf (devastiert), wurde am 1. Januar 1989 nach Lubochow eingemeindet)
- Ragow
- Ranzow
- Raddusch
- Reddern (mit Ortsteilen Gräbendorf und Laasdorf)
- Repten (seit 1926 mit Ortsteil Lobendorf)
- Ressen
  - Reuden (wurde am 1. Mai 1974 nach Saßleben eingemeindet)
  - Rutzkau (wurde am 1. Februar 1974 nach Bronkow eingemeindet)
  - Saadow (wurde am 1. Juli 1965 in Bronkow eingemeindet)
  - Säritz (wurde am 1. Mai 1974 nach Kemmen eingemeindet)
- Saßleben (seit 1. Februar 1974 mit Ortsteil Kalkwitz, seit 1. Mai 1974 mit Ortsteil Reuden)
- Schöllnitz (seit 1950 mit Ortsteilen Luckaitz und Neudöbern)
  - Schönfeld (devastiert) (seit 1926 mit Ortsteilen Hänchen (heißt heute Schönfeld), Schönfeld einschließlich Hänchen wurde am 1. Mai 1974 nach Kittlitz eingemeindet)
  - Seese (devastiert) (seit 1928 mit Ortsteil Mlode (und Rochusthal), wurde am 1. Januar 1969 einschließlich Mlode und Rochusthal nach Bischdorf eingemeindet)
- Stradow
- Suschow
  - Tornitz (seit 1926 mit Ortsteil Briesen, wurde am 1. Mai 1974 nach Laasow eingemeindet)
  - Tornow (devastiert) (seit 1926 mit Ortsteil Lichtenau, wurde am 25. Januar 1968 in Kittlitz eingemeindet)
- Vetschau/Spreewald (seit 1926 mit Ortsteil Schönebegk, seit 1. April 1959 mit Ortsteil Märkischheide)
  - Vorberg (wurde am 1. Januar 1957 nach Kückebusch eingemeindet)
  - Weißag (wurde am 1. Januar 1967 nach Gosda eingemeindet)
- Werchow (am 1. Januar 1957 mit Ortsteil Cabel, seit 15. Juli 1965 mit Ortsteil Plieskendorf)
- Wormlage
- Woschkow
  - Wüstenhain (wurde am 1. Mai 1974 nach Laasow eingemeindet)
  - Zerkwitz (seit 1926 mit Ortsteil Kleeden, am 1. Januar 1978 eingemeindet nach Lübbenau/Spreewald)
- Zinnitz (mit Ortsteilen Bathow und Pademack (devastiert))

### Einwohnerentwicklung
| Jahr      | 1960   | 1971   | 1981   | 1989   |
| Einwohner | 51.919 | 62.157 | 58.345 | 55.918 |

## Wirtschaft
Der Kreis Calau war stark vom Braunkohleabbau in den Großtagebauen Greifenhain, Schlabendorf-Nord, Schlabendorf-Süd, Seese-West und Seese-Ost geprägt. Bedeutende Betriebe waren daneben unter anderen:
- VEB Fernmeldeschrank- und Gehäusebau Calau
- VEB Kraftwerke Lübbenau/Vetschau
- VEB Waggonausrüstungen Vetschau

## Verkehr
Der Kreis Calau wurde von den Autobahnen Berliner Ring–Cottbus–Forst und Lübbenau–Dresden durchquert. Beide Autobahnen waren am „Abzweig Lübbenau“ miteinander verknüpft. Dem überregionalen Straßenverkehr dienten außerdem die F 115 von Jüterbog über Lübbenau und Vetschau nach Cottbus sowie die F 169 von Cottbus über Neupetershain nach Karl-Marx-Stadt.
Das Kreisgebiet war durch die Eisenbahnstrecken Berlin–Lübbenau–Cottbus, Cottbus–Neupetershain–Dresden, Cottbus–Calau–Halle sowie Lübbenau–Calau–Kamenz in das Eisenbahnnetz der DDR eingebunden.

## Kfz-Kennzeichen
Den Kraftfahrzeugen (mit Ausnahme der Motorräder) und Anhängern wurden von etwa 1974 bis Ende 1990 dreibuchstabige Unterscheidungszeichen, die mit dem Buchstabenpaar ZB begannen, zugewiesen. Die letzte für Motorräder genutzte Kennzeichenserie war ZR 00-01 bis ZR 99-99.
Anfang 1991 erhielt der Landkreis das Unterscheidungszeichen CA. Es wurde bis Ende 1993 ausgegeben. Seit dem 15. März 2013 ist es im Landkreis Oberspreewald-Lausitz erhältlich.